# You Don't Come Close
You Don't Come Close est un album des Ramones sorti en 2001.
Cet album était à la base un album bootleg des Ramones qui a été commercialisé le 15 mai 2001.

## Liste des titres
1. Teenage Lobotomy
2. Blitzkrieg Bop
3. Don't Come Close
4. I Don't Care
5. She's the One
6. Sheena Is a Punk Rocker
7. Cretin Hop
8. Listen to My Heart
9. California Sun
10. I Don't Wanna Walk Around with You
11. Pinhead

## Ramones
- Joey Ramone : chant
- Tommy Ramone : batterie
- Johnny Ramone : guitare
- Dee Dee Ramone : basse, chant